# Vůz Bee272 ČD
Vozy řady Bee272, číslované v intervalu 50 54 20-38, jsou řadou osobních vozů z vozového parku Českých drah. Všechny tyto vozy (001–034) vznikly modernizací ze starších vozů řad B a Bc, kterou provedla společnost ŽOS České Velenice v letech 1992–1999.

## Vznik řady
V roce 1992 nechaly Československé státní dráhy pokusně zmodernizovat pět různých vozů. Mezi vybrané patřil i jeden vůz tehdejší řady B, ve kterém byl v ŽOS České Velenice renovován interiér a provedeny různé úpravy pro zvýšení komfortu cestujících a snížení ceny údržby. Tento vůz, prototyp řady Bee272 v ceně 3,8 milionu Kčs, se spolu s prototypem řady Bee273 s cenou 5,5 milionu Kčs (cena sériových vozů klesla na 3,5 milionu Kč) jako jediné dočkaly sériového pokračování rekonstrukce. I přesto, že rekonstrukce prototypového vozu Bee273 byla finančně nákladnější a nezahrnovala částečnou rekonstrukci podvozku, byla upřednostněna právě tato řada a sériové vozy řady Bee272 vznikly až v letech 1996–1999.

## Technické informace
Jsou to neklimatizované typu UIC-Y o celkové délce 24 500 mm. Jejich nejvyšší povolená rychlost je 140 km/h. Vozy mají upravené podvozky Görlitz V nebo Görlitz Va označované jako Görlitz V/CV. Brzdová soustava je tvořena špalíkovou brzdou DAKO.
Vnější nástupní dveře jsou původní, zalamovací, doplněné o dálkové zavírání a blokování za jízdy. Vnitřní mezivozové přechodové dveře jsou poloautomatické, ovládané pomocí madla. Vozy mají v horní pětině vyklápěcí okna z tónovaných skel.
Ve vozech se nachází velkoprostorový oddíl s 22 místy k sezení, které jsou v prototypovém voze uspořádány za sebou a v sériových proti sobě. Jejich příčné uspořádání je shodně 2 + 1. Mimo to je ještě ve vozech šest klasických šestimístných oddílů, což dává dohromady 58 míst k sezení. V prototypovém voze je jeden z oddílů jen pětimístný, proto je v něm k dispozici jen 57 míst k sezení. Buňky WC byly spojeny s umývárnou do jednoho prostoru.
Při modernizaci byl mimo jiné dosazen i centrální zdroj energie pro napájení elektrických spotřebičů ve voze, např. osvětlení. Ten může být napájen pouze napětími 3 000 V ~ 50 Hz nebo 3 000 V =, a proto jsou vozy vhodné jen do vnitrostátních vlaků. Napětí palubní sítě je 24 V. Provozní osvětlení vozů je zářivkové s individuálními měniči, vedlejší a nouzové je žárovkové. Původní kombinované elektrické a parní vytápění bylo odebráno, a bylo dosazeno zcela nové, pouze elektrické, topení. Vozy mají tlakové větrání.
Původní nátěr prototypového vozu byl přes okna modrý, pod okny bílý a zbytek šedý. Sériové a později i prototypový vůz dostaly přes okna zelený nátěr a zbytek vozu byl bílý. Nejnověji jsou vozy lakovány do jednotného korporátního modro-bílého nátěru od studia Najbrt.

## Provoz
Vozy byly původně společně s vozy Bee273 nasazovány na elitní výkony na expresech a vlacích InterCity a EuroCity. Před rokem 2010 je bylo stále ještě možné potkat na vlacích vyšších kategorií, např. na EuroCity Praha – Ostrava – Žilina / Krakov nebo InterCity Praha – Brno. V roce 2013 byly na těchto výkonech již nahrazeny modernějšími vozy, a byly proto nasazovány na rychlíky Bohumín – Brno a (Brno / Jihlava –) Havlíčkův Brod – Praha. Občas je bylo možné vidět na vlacích vyšší kategorie jako posilové vozy nebo náhradu za jiný vůz pro vlaky vyšší kategorie. V prosinci 2019 byly vozy tohoto typu přemístěny do Děčína, odkud byly nasazovány na rychlíky „Labe“ (Praha – Děčín). V prosinci 2024 byly vozy přemístěny zpět do Brna.[zdroj?]
Dva vozy (č. 009 a 024) byly poškozeny při železniční nehodě ve Studénce a následně zrušeny. Dále byly zrušeny také vozy č. 001, 012 a 021.